# Zeven samenvattingen
Zeven samenvattingen (Qilüe) is de naam van de eerste Chinese systematische bibliografie. Het werk werd in de eerste eeuw v.Chr. samengesteld door Liu Xiang en zijn zoon Liu Xin. De indeling van het werk vormde de basis voor de ordening van kennis in het oude China. De bibliografie is grotendeels bewaard gebleven als hoofdstuk 30 van de Hanshu, de officiële geschiedenis van de vroege-Handynastie. De indeling van de qilüe vormt ook de basis voor de sibu, de tot op heden in China gebruikte viervoudige onderverdeling van de Chinese literatuur.

## Ontstaan
In 26 v.Chr. kreeg Liu Xiang opdracht om de manuscripten in de keizerlijke bibliotheek te ordenen en eventueel te reconstrueren. Hij deed dit door verschillende versies met elkaar te vergelijken. Als er karakters of tekstdelen ontbraken, werden zij aangevuld op basis van later samengestelde documenten. Liu Xiang moet met zijn groep van geleerden meer dan 33.000 documenten hebben bewerkt tot uiteindelijk 13.000 pian. Die werden op bamboelatjes overgeschreven en geplaatst in de keizerlijke bibliotheek. Elk werk werd voorzien van de naam van de auteur, een opmerking over de inhoud en de gebruikte bronnen. Deze aantekeningen werden later verzameld in de "Aangehechte commentaren" (Bielu, 別錄). Na de dood van Liu Xiang voltooide zijn zoon Liu Xin het werk. Op basis van de bielu werd een lijst met werken samengesteld die rond 6 v.Chr. onder de titel "Zeven samenvattingen" (Qilüe) aan de keizer werd aangeboden. Zowel de oorspronkelijke bielu als de latere qilüe zijn verloren geraakt. Wel werd een groot deel van de "Zeven samenvattingen" door Ban Gu als hoofdstuk 30 opgenomen in zijn Hanshu. De titel van dat hoofdstuk is "bibliografische verhandeling" (yiwen zhi, 藝文志) en bestond uit de catalogus van de keizerlijke bibliotheek. In de latere officiële dynastieke geschiedenissen werd dit voorbeeld gevolgd.

## Inhoud
Deze samenstelling is gebaseerd op de Catalogus van de keizerlijke bibliotheek van de Hanshu. Zoals al blijkt uit de naam bestond het werk uit zeven onderdelen:
1. Liuyi lüe (六藝略), overzicht van de zes klassieken, dat weer bestond uit negen categorieën:
  1. Yi (易), werken over het Boek der Veranderingen
  2. Shu (書), werken over het Boek der Documenten
  3. Shi (詩), werken over het Boek der Liederen
  4. Li (禮), werken over de drie boeken over de Riten
  5. Yue (樂), werken over muziek
  6. Chunqiu (春秋), werken over Lente- en herfstannalen
  7. Lunyu (論語), werken over de Gesprekken van Confucius
  8. Xiaojing (孝經), werken over het Boek van de kinderlijke gehoorzaamheid
  9. Xiaoxue (小學, letterlijk: het kleine leren), werken over Filologie
2. Zhuzi lüe (諸子略), overzicht van de diverse meesters, dat weer bestond uit tien categorieën:
  1. Rujia (儒家), verhandelingen over confucianisten
  2. Daojia (道家), verhandelingen over taoïsten
  3. Yinyangjia (陰陽家), verhandelingen over yin en yang, de naturalisten
  4. Fajia (法家), verhandelingen over legalisten
  5. Mingjia (名家), verhandelingen over de school van namen, de logici
  6. Mojia (墨家), verhandelingen over mohisten
  7. Zonghengjia (從橫家), verhandelingen over diplomaten
  8. Zajia (雜家), verhandelingen over diverse meesters, de eclectici
  9. Nongjia (農家), verhandelingen over agriculturisten
  10. Xiaoshuojia (小說家), verhandelingen over fabelvertellers
3. Shifu lüe (詩賦略), overzicht van liederen en gedichten, dat weer bestond uit drie categorieën:
  1. Fu (賦), prozagedichten
  2. Zafu (雜賦), diverse prozagedichten
  3. Geshi (歌詩),  liederen en gedichten
4. Bingshu lü (兵書略), overzicht van militaire geschriften, dat weer bestond uit vier categorieën:
  1. Bing quanmou (兵權謀), geschriften over strategie en tactiek
  2. Bing xingshi (兵形勢), geschriften over de invloed van wind en het weer op oorlogsvoering
  3. Yinyang zhe (陰陽者), geschriften over de invloed van tijd op oorlogsvoering
  4. Bing jiqiao (兵技巧), geschriften over militaire vaardigheden
5. Shushu lü (術數), overzicht van waarzeggerij en rekenkundige vaardigheden, dat weer bestond uit zes categorieën:
  1. Tianwen (天文), astrologie en astronomie
  2. Lipu (歷譜), chronomantie, de leer van het juiste tijdstip (en de kalender)
  3. Wuxing (五行), de leer van de Vijf Elementen
  4. Shigui (蓍龟), voorspellen met behulp van duizendblad en buikschilden van zoetwaterschildpadden
  5. Zazhan (雜占), diverse manieren om voorspellingen te doen
  6. Xingfa (形法), geomantie, de leer van de juiste plaats
6. Fangji lüe (方技略), overzicht van geneeskundige vaardigheden, dat weer bestond uit vier categorieën:
  1. Yijing (醫經), geneeskundige boeken, de medische canon
  2. Jingfang (經方) geneesmiddelen en recepten voor geneesmiddelen
  3. Fangzhong (房中), vaardigheden van de slaapkamer (over het hebben van seks)
  4. Shenxian (神仙), onsterfelijken en bovennatuurlijke wezens
7. Een inleidende samenvatting (Jilüe, 輯略), gebaseerd op de bielu van Liu Xiang. Dit onderdeel staat niet vermeld in de Catalogus van de keizerlijke bibliotheek van de Hanshu. Wel wordt daar elk van de overige zes categorieën vermeld, voorzien van een korte inleiding die was gebaseerd op deze jilüe.

## Van zes naar vier categorieën
In de loop van de 3e eeuw na Chr. vond een verschuiving plaats van zes naar vier categorieën. Xun Xu (荀勖, (...-289), keizerlijke bibliothecaris tijdens de Jin-dynastie, stelde toen de "Nieuwe Lijst van de centrale verzameling van klassieke werken" (Zhongjing Xinbu, 中经新薄) samen. De categorieën van de diverse meesters, de militaire geschriften, de waarzeggerij en de medische canon werden tot één rubriek verenigd. De geschiedkundige werken werden uit de categorie van de klassieke geschriften gehaald en in een eigen rubriek geplaatst. De aldus ontstane vier categorieën staan vanaf dat moment bekend als sibu. Deze viervoudige onderverdeling van de Chinese literatuur is sindsdien gehandhaafd.